# Allschwil
Allschwil (toponimo tedesco; raramente anche Schwellheim) è un comune svizzero di 20 695 abitanti del Canton Basilea Campagna, nel distretto di Arlesheim; ha lo status di città.

## Storia
Dal suo territorio nel 1816 fu scorporata la località di Schönenbuch, divenuta comune autonomo.

## Monumenti e luoghi d'interesse

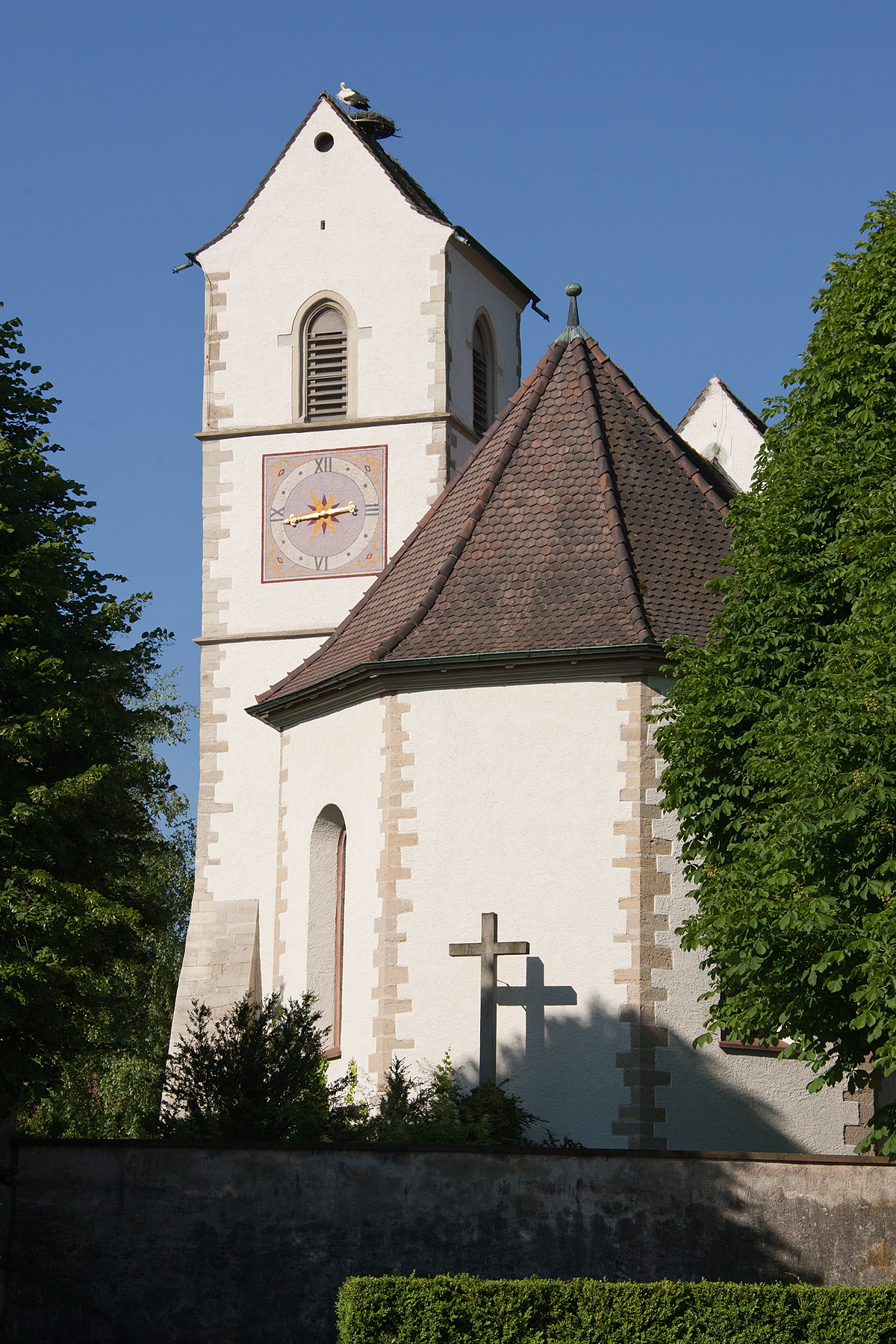
La chiesa cattolica cristiana dei Santi Pietro e Paolo

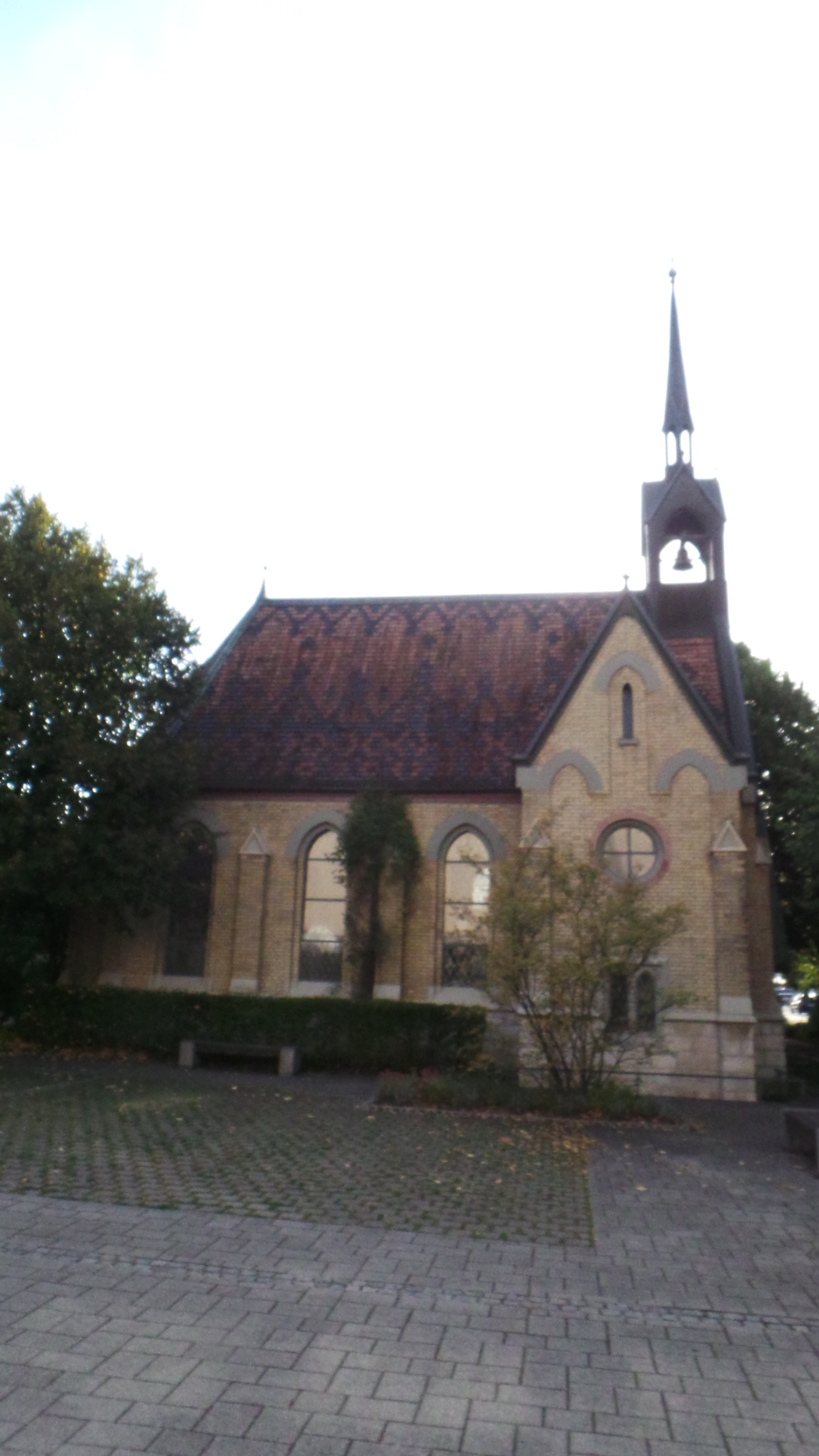
La chiesa riformata

- Chiesa cattolica cristiana dei Santi Pietro e Paolo, eretta nel XII-XIII secolo e ricostruita nel 1698-1699[2];
- Chiesa riformata, eretta nel 1878[2].

## Società

### Evoluzione demografica
L'evoluzione demografica è riportata nella seguente tabella:
Abitanti censiti

## Amministrazione

### Gemellaggi
- Blaj[senza fonte]